# Jan Gabriel Grochmalicki

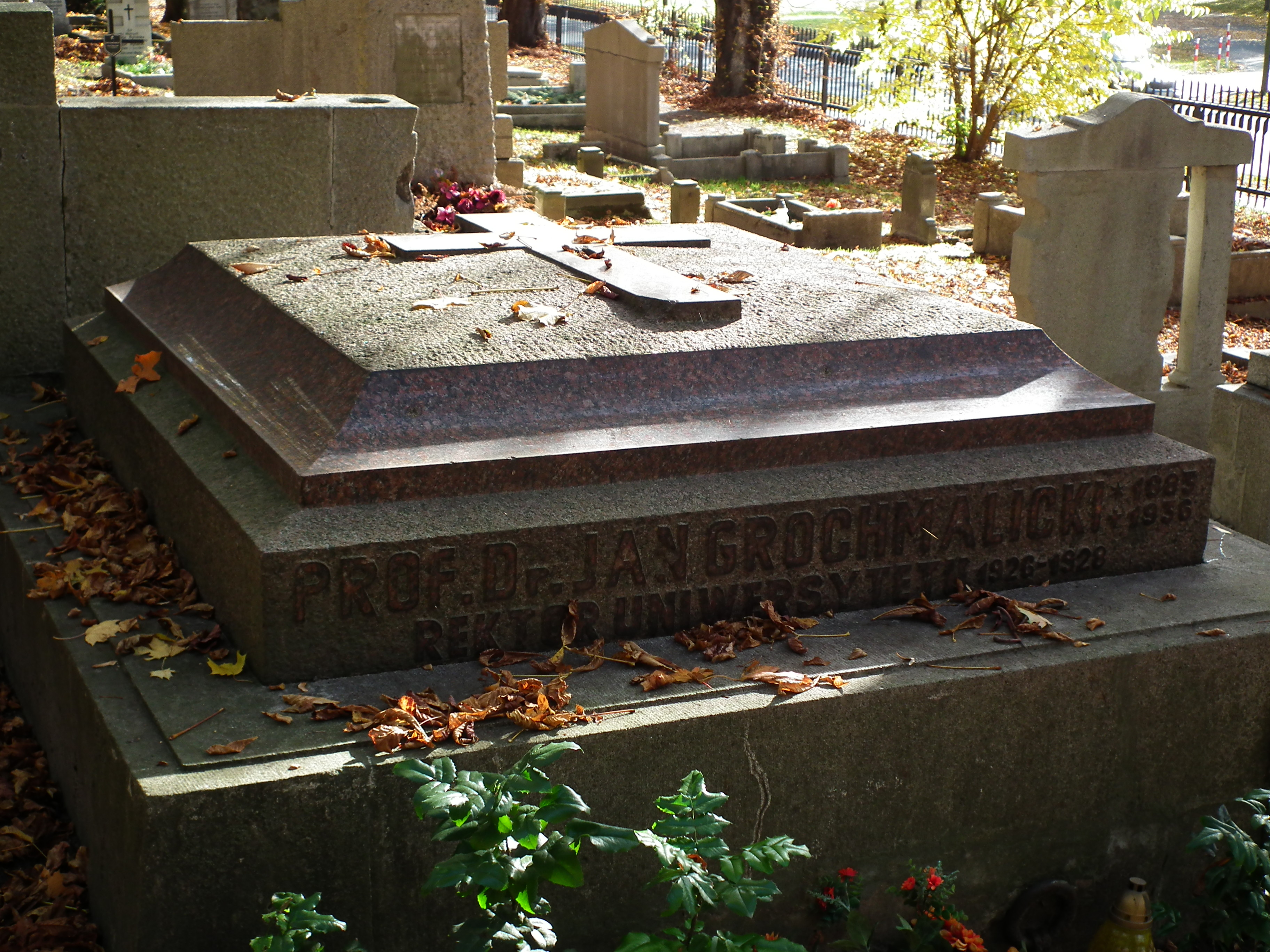
Nagrobek Jana Gabriela Grochmalickiego

Jan Gabriel Grochmalicki (ur. 24 marca 1883 w Błażowej, zm. 15 kwietnia 1936 w Poznaniu) – polski naukowiec, zoolog. W latach 1926–1928 rektor Uniwersytetu Poznańskiego.

## Życiorys
Urodził się 24 marca 1883 r. w Błażowej, woj. lwowskim, w wielodzietnej rodzinie organisty i rolnika Franciszka oraz jego żony Teresy z Bernharndów. Grochmaliccy byli organistami w Błażowej, od co najmniej 1805 r., kiedy to organistą był Michał Grochmalicki. Później byli nimi kolejni potomkowie tego rodu Jan, Konstanty, Maciej. Swoją edukację Jan Gabriel Grochmalicki rozpoczął w szkole ludowej w Błażowej, a następnie kontynuował w gimnazjum w Rzeszowie, które ukończył w 1902 r.

## Kariera naukowa
W latach 1902–1906 studiował nauki przyrodnicze na Uniwersytecie Jana Kazimierza, tam też w 31 marca 1908 r. uzyskał doktorat filozofii w zakresie zoologii, a w roku 1914 habilitował się z zoologii i embriologii. W latach 1906–1914 pełnił funkcję asystenta w Katedrze Zoologii u prof. Józefa Nusbauma-Hilarowicza. W latach 1910–1914 był także nauczycielem gimnazjum IV we Lwowie, 27 października 1913 r. złożył egzamin nauczyciela szkół średnich. W latach 1913–1917 był sekretarzem w Muzeum im. Dzieduszyckich. Od 1908 r. był członkiem, a w latach 1914–1918 pełnił funkcję prezesa Polskiego Towarzystwa Przyrodników im. Kopernika w Krakowie.
W czasie I wojny światowej służył w Legionie Wschodnim, a następnie w armii austriackiej, jako bakteriolog.
Do Poznania Jan Gabriel Grochmalicki przeniósł się wraz z żoną lwowianką Eleonorą z Witkiewiczów, gdzie na Uniwersytecie Poznańskim objął funkcję kierownika katedry antropologii. Od 1 kwietnia 1919 r. był profesorem nadzwyczajnym. Ogłosił szereg prac z zakresu zoologii eksperymentalnej, fauny wodnej (głównie skorupiaki), o mięczakach bajkalskich i Świtezi, opisując wiele nowych gatunków i form. 1 października  1921 r. został mianowany profesorem zwyczajnym zoologii Uniwersytetu Poznańskiego. Od 1922 był członkiem Państwowej Rady Muzealnictwa oraz członkiem przybranym Towarzystwa Naukowego we Lwowie.
W latach 1926–1928 pełnił funkcję rektora poznańskiej uczelni. Dał się poznać, jako uzdolniony organizator. W okresie jego kadencji oddano do użytku wiele nowych budynków, z powodzeniem zabiegał też o pozyskanie funduszy na rozwój uczelni. Nad Jeziorem Kierskim pod Poznaniem zorganizował Stację Hydrobiologiczną, gdzie koncentrowały się badania faunistyczne i hydrobiologiczne pracowników katedry. Od roku 1929 był członkiem PAU.

## Śmierć
Zmarł 15 kwietnia 1936 w szpitalu sióstr Elżbietanek w Poznaniu, po zachorowaniu na różę. Został pochowany na Cmentarzu parafii św. Wojciecha w Poznaniu.